# Loretta Lux
Loretta Lux (ur. 1969 w Dreźnie w Niemczech) to pseudonim mieszkającej i pracującej w Monako artystki fotografki znanej z tworzenia surrealistycznych portretów dzieci.

## Życiorys
Lux ukończyła w latach 90. Akademię Sztuk Pięknych w Monachium i zadebiutowała w 2004 roku w galerii Yossi Milo w Nowym Jorku. Wystawa cieszyła się wielkim powodzeniem, przynosząc sukces zarówno artystce, jak i wystawcy, i to w stopniu dotąd niespotykanym dla nowo otwartej galerii. Niektóre prace zostały sprzedane jeszcze przed jej otwarciem.
W 2005 roku Lux otrzymała prestiżową nagrodę Infinity Award for Art przyznawaną przez International Center of Photography w Nowym Jorku, którą uhonorowano wcześniej Cindy Sherman i Andreasa Gursky'ego.
Od tego czasu jej prace często były pokazywane nie tylko w Stanach Zjednoczonych, ale i w Europie, również na wystawach indywidualnych: w 2006 r. w Muzeum Fotografii w Hadze i na 6. biennale fotografii w Moskwie.
Są one obecne w wielu kolekcjach, między innymi w Muzeum Solomona R. Guggenheima, Muzeum w Cleveland, MOCP, San Francisco Museum of Modern Art, Museum of Contemporary Art w Los Angeles, Art Institute of Chicago, Israel Museum w Jerozolimie, Muzeum Fotografii w Hadze, Museo Reina Sofía w Madrycie i w Musée de l’Elysée w Lozannie. Były też prezentowane w licznych czasopismach poświęconych sztuce.
Kilkadziesiąt jej dzieł zostało wystawionych na aukcjach, osiągając w zależności od rodzaju oraz rozmiarów cenę od 10.000 do 20.000 euro.
Artystka realizuje swe kompozycje, łącząc i przetwarzając komputerowo wykonane przez siebie zdjęcia i obrazy. Jej modelami są dzieci, zazwyczaj córki i synowie znajomych, które na zdjęciach stają się metaforą niewinności i utraconego raju dzieciństwa. Lux zazwyczaj utrzymuje swoje prace w tonacjach pastelowych i w przeciwieństwie do większości współczesnych fotografów, nadaje im niewielkie rozmiary (12-20 cali). Są one drukowane w procesie Ilfochrom.
Loretta Lux wykorzystuje nowoczesne środki wyrazu, czerpiąc jednocześnie inspirację z dawnych mistrzów malarstwa, wśród których najchętniej powołuje się na Bronzina, Velazqueza, Goyę i niemieckiego romantyka Rungego.
Lux przyznaje, że pozostaje również pod wpływem prac dwojga słynnych fotografów, którzy portretowali dzieci w epoce wiktoriańskiej: Julii Margaret Cameron i Lewisa Carrolla. Kuratorka Inka Graeve Ingelmann widzi w niej kontynuatorkę niemieckiej szkoły obiektywizmu reprezentowanej przez Bernda i Hillę Becherów i ich uczniów (m.in. Thomasa Strutha).

## Wystawy
- 2009 Loretta Lux, Kulturhuset, Sztokholm
- 2008 Loretta Lux, Museo de Arte Contemporaneo, Monterrey, Meksyk
- 2007 Retrospective, Musée de l’Elysée, Lozanna
- 2006 Loretta Lux, Yossi Milo Gallery, Nowy Jork
- 2006 Imaginary Portraits, Manezh Central Exhibition Hall, Moskwa
- 2006 Retrospective, Hague Museum of Photography, Haga
- 2004 Loretta Lux, Torch Gallery, Amsterdam
- 2004 Loretta Lux, Yossi Milo Gallery, Nowy Jork

## Prasa i portfolio
- Guardian
- Portfolio magazine